# Stanisław Żemis
Stanisław Żemis (ur. 27 kwietnia 1902 w Kierzu, zm. 1 grudnia 1978) – polski nauczyciel, publicysta, organizator pomocy dzieciom, prezydent Siedlec, naczelny dyrektor Lasów Państwowych.

## Życiorys
Urodził się w rodzinie Adama (ur. 1877), kucharza, i Józefy z Adamców (ur. 1884). Bardzo wcześnie stracił rodziców. Wychowywał się w spokrewnionych rodzinach, pracując w gospodarstwie domowym. Do wybuchu I wojny światowej uczył się w szkole podstawowej w Zakrzówku. Potem uczęszczał do gimnazjum w Kraśniku, gdzie uczestniczył w harcerstwie, samorządzie uczniowskim i sądzie koleżeńskim. Opuścił gimnazjum w Kraśniku i przeniósł się do Kozienic, gdzie ukończył VI klasę gimnazjum. Następnie podjął naukę na Państwowych Kursach Nauczycielskich im. Wacława Nałkowskiego w Warszawie. W 1928 ukończył Wyższy Kurs Nauczycielski o kierunku geograficzno-przyrodniczym i zaczął nauczać w szkołach w Pruszkowie, Łomiankach i Legionowie, m.in. prowadząc z uczniami obserwacje meteorologiczne. W 1932 został usunięty ze szkolnictwa i Związku Nauczycieli za działalność lewicową i nieustanną krytykę prac Zarządu Głównego. W wieku trzydziestu lat był emerytowany. W latach 30. XX wieku był kierownikiem szkoły Robotniczego Towarzystwa Przyjaciół Dzieci na Żoliborzu. Od 1934 rozpoczął studia na Wolnej Wszechnicy Polskiej (Studium Pracy Społeczno-Oświatowej). Tematem jego pracy dyplomowej było: Czy i o ile Towarzystwo Osiedli Robotniczych poprawia warunki mieszkaniowe robotników?. Był jednym z głównych organizatorów Spółdzielni Mieszkaniowej na Kole (w 1939 musiał opuścić pracę i mieszkanie w tej dzielnicy z uwagi na działalność lewicową). Wyjechał do Radomia, gdzie został naczelnikiem Wydziału Oświaty w zarządzie miejskim. Zagrożony aresztowaniem ze strony okupanta niemieckiego przeniósł się do Łukowa, a potem do Siedlec. Podczas pobytu w Łukowie był świadkiem brutalnej akcji likwidacyjnej miejscowego getta, dokonanej przez żandarmów niemieckich ze 101. Policyjnego Batalionu Rezerwy i wspomagające ich oddziały hiwisów; swoje relacje spisał w formie dziennika. W czasie II wojny światowej działał w partyzantce. W 1944 został aresztowany (wraz z żoną) przez gestapo, ale został uwolniony w wyniku nadchodzącej ofensywy sowieckiej. W tym samym roku sprawował urząd starosty powiatowego i Prezydenta miasta Siedlce. W okresie od 24 października 1944 do 20 lipca 1945 pełnił funkcję Dyrektora Naczelnego Lasów Państwowych. 
Od 29 grudnia 1945 był posłem do Krajowej Rady Narodowej, reprezentując Polską Partię Robotniczą. Do składu KRN dokooptowany został na wniosek Robotniczego Towarzystwa Przyjaciół Dzieci. W 1950, w proteście przeciwko odgórnemu nakazowi połączenia RTPD z Chłopskim Towarzystwem Przyjaciół Dzieci, co prowadziło do upaństwowienia tych instytucji, podjął próbę samobójczą, w wyniku której utracił wzrok. Przez kilka miesięcy przebywał w Zakładzie w Laskach. „Po opanowaniu alfabetu Braille`a został zastępcą dyrektora żoliborskiego domu kultury, działaczem Polskiego Związku Niewidomych, z ramienia którego zajmował się bibliotekami i czasopismami dla niewidomych”.
Był mężem Stanisławy z Gawrońskich (1913–2007), z którą miał synów-bliźniaków Marka (1939–2015) i Adama (ur. 1939).
Pochowany 7 grudnia 1978 na cmentarzu Wojskowym na Powązkach w Warszawie (kwatera C35-5-13).

## Ordery i odznaczenia
- Order Sztandaru Pracy II klasy
- Krzyż Oficerski Orderu Odrodzenia Polski (20 czerwca 1947)[7]
- Złoty Krzyż Zasługi (1 czerwca 1945)[8]
- Medal Zwycięstwa i Wolności 1945 (1947)
- Medal 10-lecia Polski Ludowej (2 lipca 1955)[9]
- Odznaka 1000-lecia Państwa Polskiego
- Złota Odznaka ZNP (1958)
- Odznaka tytułu honorowego „Zasłużony Nauczyciel Polskiej Rzeczypospolitej Ludowej” (1964)
- Odznaka „Zasłużony dla Leśnictwa i Przemysłu Drzewnego” (27 kwietnia 1974)
- Złota Odznaka Honorowa Polskiego Towarzystwa Leśnego (22 września 1959)
- Odznaka „Przyjaciel Dziecka” Towarzystwa Przyjaciół  Dzieci

## Publikacje (wybór)
- Z wędrówek po suterenach i facjatach dawnej Warszawy – opracowanie oparte na własnych wywiadach środowiskowych (przed 1939)
- Warunki mieszkaniowe rodzin robotniczych zamieszkałych na Kole w Ośrodku Towarzystwa Osiedli Robotniczych (1966)
- Człowiek niewidomy. Wskazania dla ociemniałych i osób tracących wzrok (1973)[1]